# Калачи (Акмолинская область)
Калачи (каз. Калачи) — село в Есильском районе Акмолинской области Казахстана. Входит в состав Красногорской поселковой администрации. Код КАТО — 114859300.

## География
Село расположено в 34 км на север от районного центра города Есиль, в 1 км на восток от центра поселковой администрации — посёлка Красногорский. Вдоль села протекает река Ишим.

## Население
В 1989 году население села составляло 1042 человек (из них русских 44%).
В 1999 году население села составляло 814 человек (387 мужчин и 427 женщин). По данным переписи 2009 года, в селе проживало 647 человек (323 мужчины и 324 женщины).
| Динамика численности населения | Динамика численности населения | Динамика численности населения |
| 1989                           | 1999                           | 2009                           |
| ------------------------------ | ------------------------------ | ------------------------------ |
| 1042                           | ↘814                           | ↘647                           |

## Массовые долговременные засыпания жителей
С марта 2013 года жители села начали обращаться к медикам с жалобами на сонливость, потерю памяти и галлюцинации. Число подобных пострадавших составило, по разным подсчётам, до 40—60 человек. Многие уже засыпали по нескольку раз.
Средняя продолжительность сна составляет 6-7 суток. Жертвами странного сна становятся не только коренные жители села, но и приезжие.
Многочисленные комиссии министерства здравоохранения, учёные из НИИ радиационной медицины и экологии, Карагандинского научно-исследовательского центра гигиены труда и профзаболеваний, другие специалисты провели тысячи различных исследований, но так и не смогли установить точную причину заболевания. Специалисты исключили инфекционный и бактериальный факторы, а также заверяли, что радиационный фон в селе находится в пределах нормы, превышения ПДК соли и тяжёлых металлов не обнаружено.
С января 2016 года новых случаев заболевания в не зарегистрировано.

### Версия о влиянии радона
Одной из первых названных в прессе причин — повышенное содержание радона в  воздухе села. Несмотря на отсутствие таких эффектов у радона, такая версия имела место значительное время и оспаривалась рядом учёных. Результаты исследований уровней активности радона в селе казахстанские специалисты отправили своим коллегам в Москву и Прагу, в результате чего было получено экспертное заключение о невозможности возникновения «сонной» болезни в результате вдыхания радона.

### Версия о высокой концентрации угарного газа
Причиной «сонной болезни» в посёлке Калачи Акмолинской области может быть периодические всплески содержания диоксида углерода и угарного газа при пониженном содержании кислорода в результате газовыделений из недр. Территория села Калачи входит в зону гидротермального месторождения урана, для которого характерно потенциальное наличие подземных полостей, заполненных газами.
В ходе исследований специалистами Национального ядерного центра в жилых помещениях села Калачи выявлено повышенное содержание угарного газа. По данным наблюдений, в атмосферном воздухе наблюдались периоды повышенного содержания угарного газа и диоксида углерода при пониженном содержании кислорода, при этом частота возникновения случаев «сонной болезни» возрастала.
Результаты проведённого спектрофотометрического исследования крови у заболевших жителей Калачей показали отсутствие токсического действия угарного газа на пострадавших от «сонной болезни».
в культуре:
- сериалы «Выжившие» (2021) и «Выжившие 2: Пробуждение» (2024)[10]